# ГЕС Ума-Оя
ГЕС Ума-Оя — гідроелектростанція, що споруджується у Шрі-Ланці. Використовуватиме деривацію ресурсу зі сточища річки Ума-Оя, яка на ділянці водосховища ГЕС Рантамбе приєднується праворуч до Махавелі (на східному узбережжі острова впадає до Бенгальської затоки).
У межах проєкту лівий і правий витоки Ума-Оя — Далголла-Оя і Махатотілла-Оя — перекриють спорудами з ущільненого котком бетону:
- греблею Пухулпола висотою 30 метрів, довжиною 174 метри та товщиною від 6 (по гребеню) до 31 (по основі) метрів, яка утримуватиме водосховище з об'ємом 1 млн м3;
- греблею Дірааба висотою 46 метрів, довжиною 165 метрів та товщиною від 6 (по гребеню) до 40 (по основі) метрів, яка утримуватиме водосховище з об'ємом 0,6 млн м3.

Зведення цих двох об'єктів потребуватиме використання 121 тис. м3 бетону та екскавації 120 тис. м3 породи.
Між греблями прокладуть з'єднувальний тунель довжиною 4 км, а від Дірабаа починатиметься головний дериваційний тунель довжиною 15,2 км, який прямуватиме на південний схід під водорозділом зі сточищем річки Кірінді-Оя (впадає до Індійського океану на південному узбережжі острова, за два десятки кілометрів на схід від Хамбантоти). На завершальному етапі через напірну шахту висотою 628 метрів ресурс надходитиме до машинного залу, спорудженого у підземному виконанні з розмірами 67 × 18 метрів при висоті 35 метрів. Крім того, існуватиме окреме підземне приміщення для трансформаторного обладнання розмірами 37 × 14 метрів при висоті 13 метрів. Доступ персоналу до них здійснюватиметься через тунель довжиною 2 км з перетином 50 м2.
Основне обладнання станції становитимуть дві турбіни типу Пелтон потужністю по 63,3 МВт, які при напорі у 722 метри забезпечуватимуть виробництво 230 млн кВт·год електроенергії на рік.
Відпрацьована вода по відвідному тунелю завдовжки 3,3 км транспортуватиметься до Алікота-Ару, правої притоки Кірінді-Оя.
Перекидання 145 млн м3 води на рік у сточище Кірінді-Оя дозволить забезпечити зрошення 6 тисяч гектарів земель.